# Fibre optic gyrokompas
Een fibre optic gyrokompas (FOG) is een kompas dat de faseverschuiving van twee tegen elkaar in roterende lichtstralen meet in een draaiende spoel van glasvezel, gebruik makend van het Sagnac-effect. Het is een toepassing van een interferometer. Het wordt een gyrokompas genoemd, maar is dit feitelijk niet, aangezien het geen gebruik maakt van gyrotollen.

## Geschiedenis
Het oudste kompas is het magnetische kompas. Dit kompas richt zich naar het magnetische noorden. In 1913 werd het eerste gyrokompas op een passagiersschip geïnstalleerd. Dit maakt gebruik van een zeer snel roterende massa die met behulp van precessie noordzoekend wordt gemaakt.
In 1913 werd door de Franse natuurkundige Georges Sagnac het naar hem vernoemde Sagnac-effect ontdekt. De ontwikkeling van de helium-neonlaser in 1961 zorgde dat met de ontwikkeling van het ring laser gyrokompas (RLG) kon worden begonnen. Midden jaren zeventig was de techniek dusdanig gevorderd dat het een bruikbare en produceerbare techniek was. In 1976 werd een nieuwe aanpak voorgesteld die gebruikmaakt van glasvezel als medium voor het licht. Midden jaren tachtig was de FOG productierijp. De gevoeligheid van een FOG ligt lager dan die van een RLG, terwijl de drift ook hoger is, maar de lagere prijs heeft ervoor gezorgd dat het voor minder veeleisende toepassingen veel gebruikt wordt.

## Werking

Het Sagnac-effect

Vanuit een lichtbron komt een lichtstraal met golflengte λ in de glasvezelspoel bij punt P waar de lichtstraal in beide richtingen wordt gesplitst. Als de spoel stationair is, is de af te leggen afstand gelijk voor beide lichtstralen, zodat ze beide tegelijk bij P arriveren en de ring weer verlaten. Met behulp van een fotodetector kan de doorgang tijd gemeten worden.
Als de ring bijvoorbeeld in de richting van de klok beweegt, dan zal de lichtstraal die in dezelfde richting beweegt een grotere afstand afleggen dan de lichtstraal die zich in de tegengestelde richting beweegt. Hierdoor hebben ze een faseverschil φs, het Sagnac-effect. Door dit faseverschil verandert de lichtintensiteit, waardoor de stroom door de fotodetector verandert. Deze stroom is een maat voor de hoeksnelheid, waarmee de hoekverandering uit te rekenen is.

### Sagnac-effect
Het licht dat zich in dezelfde draairichting beweegt als de spoel, legt een iets langere weg af dan het licht dat zich in de tegenovergestelde richting beweegt. Het arriveert dus later in P.
De spoel draait met hoeksnelheid ω. Op het moment dat de lichtstralen weer in P aankomen, hebben ze een hoek afgelegd van respectievelijk:
{\displaystyle \varphi _{+}=2\cdot \pi +\alpha _{+}=\left({\frac {c}{R}}\right)\cdot t_{+}}
{\displaystyle \varphi _{-}=2\cdot \pi -\alpha _{-}=\left({\frac {c}{R}}\right)\cdot t_{-}}
met c als lichtsnelheid en R als radius
waarbij:
{\displaystyle \alpha _{+}=\omega \cdot t_{+}}
{\displaystyle \alpha _{-}=\omega \cdot t_{-}}
Dit geeft:
{\displaystyle t_{+}={\frac {2\cdot \pi \cdot R}{c-(\omega \cdot R)}}}
{\displaystyle t_{-}={\frac {2\cdot \pi \cdot R}{c+(\omega \cdot R)}}}
Aangezien v = ω * R volgt hieruit:
{\displaystyle t_{+}-t_{-}={\frac {4\cdot \pi \cdot R^{2}\cdot \omega }{c^{2}-v^{2}}}}
Het verschil in afgelegde afstand is:
{\displaystyle \Delta L=c\cdot (t_{+}-t_{-})}
De verschuiving van de interferentie, de Sagnac-fase, is:
{\displaystyle \varphi _{s}={\frac {2\cdot \pi \cdot \Delta L}{\lambda }}={\frac {8\cdot \pi ^{2}\cdot R^{2}\cdot \omega }{c^{2}-v^{2}}}\cdot {\frac {c}{\lambda }}}
Als ω * R << c is, dan kan als benadering geschreven worden:
{\displaystyle \varphi _{s}={\frac {8\cdot \pi ^{2}\cdot R^{2}\cdot \omega }{c\cdot \lambda }}={\frac {4\cdot \pi \cdot R\cdot L}{c\cdot \lambda }}\cdot \omega }
De term voor de hoeksnelheid ω wordt de schaalfactor genoemd. Het drukt de gevoeligheid uit waarmee de interferometer de hoeksnelheid omzet in faseverschuiving. Uit de formule volgt dat dit afhangt van de radius van de spoel en de lengte van de glasvezel.
Nu de hoeksnelheid bekend is, is de hoekverandering uit te rekenen:
{\displaystyle \alpha =\omega \cdot t}

### Lichtbron
Als lichtbron wordt vaak een Super Luminescent Diode (SLD) gebruikt, een type laser dat niet resoneert.

### Glasvezel
Om te zorgen dat de afgelegde afstand voor beide lichtstralen gelijk is, moet de polarisatie van het licht gelijk blijven. Daarom wordt gebruikgemaakt van polarisatievaste glasvezel.

### Fotodetector
De fotodetector zet het lichtsignaal om in een elektrische stroom I:
{\displaystyle I=I_{0}\cdot (1-\cos \varphi _{s})}
Hierbij is I0:
{\displaystyle I_{0}=\sigma \cdot {\frac {P}{2}}}
waarbij σ de reactiesnelheid van de fotodetector is en P het vermogen is dat in de ring wordt gebracht.

### Open loop
De hierboven beschreven Sagnac-interferometer kan de richting van de rotatie niet bepalen, doordat het met een cosinus-functie werkt. Daardoor is het verschil in lichtintensiteit bij kleine hoeken ook zeer klein. Bij open loop-FOG's wordt dit over het algemeen opgelost door fasemodulatie toe te passen van +π/2 of -π/2 op een van de lichtstralen.
De nauwkeurigheid hiervan is niet groot genoeg voor veeleisende toepassingen zoals navigatieinstrumenten die gebruikt worden in de ruimtevaart, luchtvaart en scheepvaart, maar voor robots en auto's wordt de open loop-FOG veel gebruikt.

### Closed loop
Om een hogere nauwkeurigheid te verkrijgen wordt de closed loop-FOG gebruikt. Hierbij wordt door een fasetransducer een faseverschuiving ingebracht op een van de lichtstralen die tegengesteld is aan de Sagnac-fase, zodat de totale faseverschuiving nul wordt. Het uitgangssignaal wordt dan dat van de fasetransducer. Het voordeel hiervan is dat variaties in de intensiteit van de lichtbron geen effect meer hebben op het uitgangssignaal. Ook is het hiermee mogelijk een digitaal en lineair uitgangssignaal te verkrijgen.

## Oriëntatie
We hebben nu een instrument dat de rotatie meet in het vlak van de spoel. Dit vlak kan echter ook roteren ten opzichte van de horizontaal, bijvoorbeeld als het gemonteerd is in een schip of een vliegtuig.
Daarom is het nodig om de oriëntatie in de ruimte bepalen. Om deze reden worden er drie interferometers gebruikt, voor de rotatie-assen, de x-as, de y-as en de z-as. Hiermee wordt een virtueel vlak gecreëerd. De oriëntatie van het virtuele vlak ten opzichte van het horizontale vlak wordt bepaald met hellingsmeters. Hiermee vervalt de noodzaak van een cardanische ophanging.

## Noordzoekend
Als de FOG geheel stationair is, ondervindt het op aarde toch een draaiing door de aardrotatie. Op de evenaar is dit rond de y-as, op de polen rond de z-as. Per definitie is de y-as richting noord, de x-as richting oost en de z-as is de verticaal.
Als een FOG zich stationair op de evenaar bevindt met het instrumentnoorden richting het ware noorden, dan zal de interferometer voor de y-as toch een rotatie waarnemen; de aardrotatie. Deze is te onderscheiden van een rotatie van het instrument zelf, doordat de hellingsmeters geen verandering zullen waarnemen.
Als de FOG naar het oosten is gericht, dan zal alleen de interferometer voor de x-as de aardrotatie waarnemen. De tussenliggende hoeken zijn te bepalen uit de verhouding tussen de interferometerwaarden voor de y-as en de x-as. Zo kan dus het noorden bepaald worden en is de FOG als kompas te gebruiken.
Op hogere breedte zal de interferometer voor de z-as de aardrotatie ook gaan waarnemen. De interferometers voor de x-as en de y-as zullen deze juist minder gaan waarnemen, totdat ze bij de polen helemaal niets meer meten. Hier is het FOG dus ook niet te gebruiken, net als een gewoon gyrokompas.
De vermindering van de nauwkeurigheid van een FOG bij toenemende breedte is:
{\displaystyle \Delta \varphi =\left({\frac {b_{gyro}}{\omega }}\cdot \sec B\right)+\left({\frac {b_{acc}}{g}}\cdot \tan B\right)}
waarbij bgyro de gyrofout is, B de breedte, bacc de hellingsmeterfout en g de valversnelling.

## Traagheidsnavigatie
Als er gebruikgemaakt wordt van 3 interferometers en drie (lineaire) versnellingsmeters, dan kunnen alle 6 de vrijheidsgraden gemeten worden.
Als de nauwkeurigheid groot genoeg is, dan kan de FOG ook voor traagheidsnavigatie gebruikt worden.

## Voordelen
- Geen bewegende delen
- Geen onderhoud
- Korte inslingertijd
- Compact
- Weinig energieverbruik
- Weinig drift
- Grote nauwkeurigheid
- Trillingen, slingeringen en versnellingen hebben geen invloed

## Toepassingen
- Ruimtenavigatie
- Vliegtuignavigatie
- Raketnavigatie
- Scheepsnavigatie
- Survey
- Robotbesturing
- Autonavigatie